# Les Tribulations d'un Chinois en Chine (roman)
Pour les articles homonymes, voir Les Tribulations d'un Chinois en Chine.
Les Tribulations d'un Chinois en Chine est un roman d'aventures de Jules Verne, paru en 1879.

## Historique
L'œuvre est d'abord publiée dans Le Temps du 2 juillet au 7 août 1879, puis mis en vente en volume par Hetzel dès le 11 août.

## Résumé
Kin-Fo est un jeune Chinois riche, qui est indifférent à tout et ne connaît pas le bonheur. Un jour, il se retrouve ruiné, sa banque américaine ayant fait faillite. Ne voulant pas imposer à sa future épouse une vie misérable, il préfère mourir. Au moment de se donner la mort, il se rend compte qu'il ne ressent rien, et décide qu'il ne peut mourir sans connaître d'émotions au moins une fois dans sa vie. Il demande donc à son maître et ami, le philosophe Wang, de le tuer dans un délai imparti, ce qui, il l'espère, lui fera redouter la mort et éprouver quelques émotions. Wang accepte, puis disparaît. Plus tard, Kin-Fo apprend qu'il n'est pas ruiné. Il veut alors vivre et épouser Lé-Ou. Cependant, Wang reste introuvable et Kin-Fo le pourchassera dans toute la Chine pour lui dire qu'il ne veut plus mourir. Kin-Fo comprend la valeur de la vie en étant sous la menace constante d'être assassiné par Wang.
Morale de l'histoire : il faut avoir connu le malheur, la peur, les soucis pour pouvoir connaître et apprécier le bonheur.

## Liste des personnages
Principaux
- Kin-Fo, jeune Chinois de 31 ans au plus, riche héritier de la fortune de son père. Indifférent pour tout, il professe un véritable dégoût pour la vie.
- Soun, premier valet de chambre de Kin-Fo. Distrait, maladroit, il sert de souffre-douleur à son maître. Ce dernier fait subir des ablations à la natte de son serviteur, à chaque faute de celui-ci[2].
- Wang, vieux philosophe de 55 ans, compagnon inséparable de Kin-Fo. En fait, c'est un ancien Taiping[3], recueilli et sauvé par Tchoung-Héou.
- Craig, Américain pur-sang, cousin de Fry, au service de la Centenaire.
- Fry, cousin de Craig, au service de la Centenaire[4].

Secondaires
- William J. Bidulph, Américain, 50 ans, agent principal, en Chine, de la Centenaire, compagnie d'assurances contre l'incendie et sur la vie.
- Lé-Ou, jeune veuve âgée de 21 ans, fiancée de Kin-Fo, demeurant à Pékin (avenue Cha-Coua)[5].
- Lao-Shen, ancien compagnon de Wang dans le mouvement des Tchang-Mao, retiré vers le nord, au-delà de la Grande Muraille de Chine. Écumeur de grands chemins.

Anecdotiques
- Tchoung-Héou, père de Kin-Fo, décédé en 1866. Il a bâti sa fortune sur le « transport des morts» [6].
- Mme Lutalou, tante de Lé-Ou, femme d'un mandarin de quatrième rang, deuxième classe, à bouton bleu.
- Nan, domestique de Lé-Ou, vieille femme acariâtre. Finira par être chassée.
- Yin-Pang, riche négociant en soieries de la rue des Pharmaciens, ami de jeunesse de Kin-Fo.
- Pao-Shen, mandarin de quatrième classe à bouton bleu, ami de jeunesse de Kin-Fo.
- Houal, le lettré, ami de jeunesse de Kin-Fo.
- Capitaine Yin, commandant de la Sam-Yep, petit homme à figure riante, vif et loquace. Croyant rapatrier des cadavres, il ne se doute pas qu'il transporte des pirates.

## Filmographie
- 1924 : Hôtel Potemkine (titre original : Die letzte Stunde), film autrichien réalisé par Max Neufeld.
- 1957 : Comme un cheveu sur la soupe, film français de Maurice Regamey (très librement inspiré du roman).
- 1965 : Les Tribulations d'un Chinois en Chine, film français de Philippe de Broca (adaptation très librement inspirée du roman).
- 1998 : Bulworth de Warren Beatty, se serait aussi inspiré du roman. Francis Veber devait à l'origine réaliser l'adaptation, mais il révèle dans son autobiographie, Que cela reste entre nous, que Beatty lui en aurait « volé » l'idée.

## Littérature
- Les Tribulations d'un mage en Aurient, titre français du roman de fantasy humoristique Interesting Times Interesting Times de Terry Pratchett s'inspire du titre du roman de Verne.
- Jules Verne travaille pendant plusieurs années avec Adolphe d'Ennery à l'adaptation au théâtre du roman. Les deux hommes finissent par se disputer et la collaboration cesse. En 1899, après la mort de D'Ennery, Pierre Decourcelle, neveu de ce dernier, et Ernest Blum sont envisagés pour reprendre avec Jules Verne le projet, mais il ne verra jamais le jour. Jules Verne envisage de transposer l'action en Perse et la pièce prend alors le nom de Likao. Finalement, c'est Jules Mary qui est choisi pour collaborateur et un traité est signé avec le directeur du théâtre du Châtelet Émile Rochard pour les représentations. Mais Rochard est remplacé par Alexandre Fontanes à la direction du théâtre. Celui-ci fait monter Les Cinq Sous de Lavarède de Paul d'Ivoi, qui se déroule au Japon et en Chine. À Likao, Fontanes préfère aussi faire monter L'Archipel en feu de Charles Samson et Georges Maurens. Les différentes étapes manuscrites de l'adaptation des Tribulations n'ont jamais été retrouvées[7].
- Les Tribulations d'un Chinois en Chine, pièce en trois actes et seize tableaux de Claude Farrère et Charles Méré, musique de Claude Guillon-Verne, théâtre Sarah-Bernhardt, 23 mai 1931. Cette pièce n'a aucun rapport avec la précédente[8],[9].